# Babygebärden

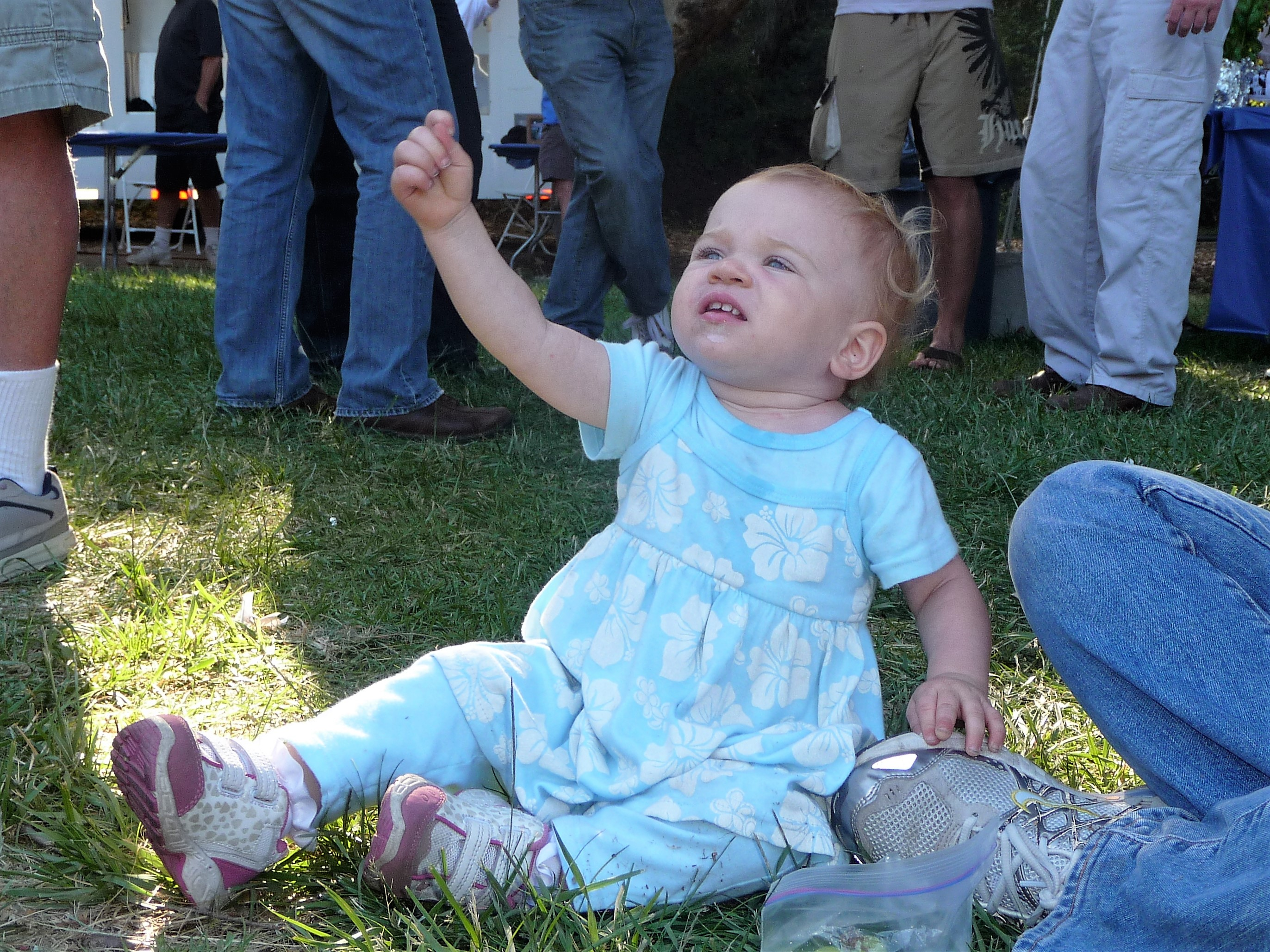
Ein Kleinkind in den USA gebärdet das Zeichen für engl. (‚Vogel‘) in Baby sign language, 2009

Babygebärden (auch Babyzeichen, Babyhandzeichen, Kindergebärden genannt, englisch Baby sign language) sind Gebärden, durch welche die nonverbale Kommunikation von Säuglingen und Kleinkindern mit ihren Eltern und weiteren Bezugspersonen verbessert werden soll.
Die populäre Praxis von Eltern, die mit ihren hörenden Kindern einige Gebärden der deutschen Gebärdensprache (im Zusammenhang mit Babygebärden wird auch in der Schweiz die Deutsche Gebärdensprache und nicht die Deutschschweizer Gebärdensprache eingesetzt) zusätzlich zur Lautsprache nutzen, wird vor allem durch zahlreiche Veröffentlichungen von Ratgebern und durch andere Interessierte befördert. Diese ist nicht unumstritten. Insbesondere ist umstritten, ob die Kinder dadurch schneller sprechen lernen, zumal es dafür bisher keine gesicherten wissenschaftlichen Erkenntnisse gibt.

## Konzept
Da die verbale Kommunikation erst etwa im Alter von zwölf Monaten beginnt und erst mit der Zeit zum Ausdruck komplexerer Inhalte geeignet ist, sollen Babygebärden zur früheren Kommunikation beziehungsweise zur Ergänzung der Mitteilungsmöglichkeiten eines Babys und Kleinkindes dienen. Babygebärden sind Zeichen einer Gebärdensprache. Teilweise werden Gebärden vereinfacht oder verkürzt oder einer anderen Gebärdensprache entnommen, um eine bessere Unterscheidung von ähnlichen Babygebärden zu erreichen oder die Gebärden der Fingerfertigkeit von Babys anzupassen. Babygebärden werden vermittelt, indem sie in Alltagssituationen (spielen, essen, vorlesen, singen usw.) parallel zum gesprochenen Wort gezeigt werden. Nach einer gewissen Zeit benutzt das Baby bzw. Kleinkind die Babygebärden. Eine bekannte Babygebärde ist das Winken, das Kleinkindern für das Verabschieden beigebracht wird.

## Postulierte Effekte
Die Verwendung von Gebärden baut auf der natürlichen Fähigkeit von Babys und Kleinkindern auf, Gesten zu verwenden. Die Hand-Augen-Koordination entwickelt sich wesentlich früher als die Mundmotorik, also die Fähigkeit, sich verbal zu äußern. Babys und Kleinkinder können deshalb aufgrund der früher entwickelten Feinmotorik der Hände Babygebärden benutzen und diese für Wörter wie „mehr“, „Ball“, „Milch“, „Apfel“ einsetzen. So erhalten sie die Möglichkeit, mit Babygebärden nonverbal zu kommunizieren. Dies soll es Eltern und Bezugspersonen erleichtern, das Kind zu verstehen und trägt so zur Förderung der Eltern-Kind-Beziehung bei. Babygebärden sollen aber auch dem Kind ein Sicherheitsgefühl geben, da es besser verstanden wird. Babygebärden sollen deshalb die Trotzphase lindern. Befürworter von Babygebärden beobachten als Nebeneffekt teilweise eine etwas frühere Begriffsbildung und Sprachentwicklung sowie einen leichteren Start in die Lese- und Schreibfähigkeitsentwicklung. Wissenschaftlich lässt sich diese Beobachtung aber nicht stützen.

## Wissenschaft
In einem im Jahr 2008 erschienenen Artikel in der British Psychological Society betrachtete Gewyneth Doherty-Sneddon im Detail die theoretischen Grundlagen für das Wachstum dieses Phänomens und einige der Ansprüche der Befürworter. Mechthild Kiegelmann gab in ihrem im Jahr 2009 in Das Zeichen – Zeitschrift für Sprache und Kultur Gehörloser erschienenen Beitrag eine Einschätzung aus entwicklungspsychologischer Perspektive ab. Doherty-Sneddon und Kiegelmann wiesen darauf hin, dass die Förderung von Kindern mit Gebärden nicht ganz neu ist. Varianten wurden von Therapeuten für Sprech- und Sprachstörungen seit Jahrzehnten mit Kindern, die Sprach- und/oder kognitive Beeinträchtigungen haben, benutzt (z. B. Clibbens et al., 2002). Es ist allgemein anerkannt, dass Kommunikation – sei es kognitive, soziale, emotionale oder handelnde – im Mittelpunkt der Entwicklung des Kindes steht (z. B. Vygotsky, 1978). Eine systematische Übersichtsarbeit der Universität Ottawa analysierte 17 Studien, die von 1980 bis 2003 zum Baby signing durchgeführt wurden. Dabei fanden sich massive methodische Mängel, sodass keine Studie eine wissenschaftlich fundierte Aussage bzw. einen Nutzenbeleg erlaubt und die Ergebnisse bereits durch den Studienaufbau vorherbestimmt waren.